# حوزه انتخابیه بیست و هفتم فلوریدا
حوزه انتخابیه بیست‌وهفتم فلوریدا یک حوزه انتخابیه مجلس نمایندگان آمریکا است که در ایالت فلوریدا قرار دارد.